# Kováň
Kováň település Csehországban, a Mladá Boleslav-i járásban. Kováň Katusice, Krásná Ves, Skalsko, Sudoměř, Niměřice és Kovanec településekkel határos. Lakosainak száma 152 fő (2024. január 1.).

## Népesség
A település lakosságának változását az alábbi diagram mutatja:
| Lakosok száma | 206  | 293  | 260  | 220  | 149  | 154  | 145  | 150  | 123  | 152  |
|               | 1869 | 1900 | 1921 | 1961 | 1980 | 2011 | 2016 | 2019 | 2021 | 2024 |